# Бонёр, Янник
Янни́к Бонёр (фр. Yannick Bonheur; род. 18 мая 1982, Иври-сюр-Сен, Париж, Франция) — французский фигурист выступавший в парном катании. Пятикратный чемпион Франции (с разными партнёршами). Участник двух Олимпиад.

## Карьера
Первой партнёршей Янника Бонёра была Люси Стадельман, с которой они завоёвывали бронзовые медали на чемпионате Франции 2002 года. С 2002 года, он встал в пару с Марилен Пла и это сотрудничество продолжалось до 2007 года. Эта пара три раза подряд становилась чемпионами Франции (2005, 2006, 2007), а лучшими их результатами на чемпионатах Европы стало 6 место в 2006 году и 13-е места на чемпионатах мира в 2005 и 2006 годах. Серию Гран-при сезона 2006—2007 пара пропустила из-за травмы Бонёра.
Начиная с сезона 2008—2009 до сезона 2009—2010 Бонёр выступал в паре с бывшей британской одиночницей Ванессой Джеймс. На чемпионате Европы 2009 они заняли 10-е место, а на мировом первенстве стали 12-ми, что неплохо для дебютантов. Кроме того, 12-е место чемпионата мира дало Франции право выставить одну спортивную пару на зимних Олимпийских играх в Ванкувере. Как самые сильные по рейтингу ИСУ, на текущий момент, французские парники были отобраны для выступления на первом в истории командном чемпионате мира по фигурному катанию.
Впервые они выиграли чемпионат Франции 2010 года, а в декабре 2009 года Ванессе было предоставлено французское гражданство с тем что бы она могла представлять страну на Олимпийских играх.
На чемпионате Европы 2010 года заняли, неплохое, 7-е место. На Олимпиаде были 14-ми, а на чемпионате мира повторили прошлогодний результат — 12-е место. После окончания сезона пара распалась и Янник встал в пару с Аделин Канак. В начале лета 2011 года спортсмены объявили о завершении любительской карьеры. В настоящее время Я. Бонёр ищет партнёршу для выступления в шоу.

## Спортивные достижения

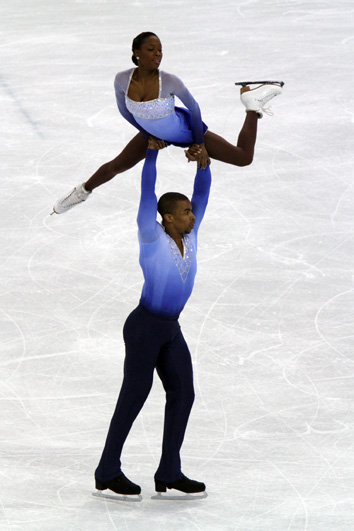
Бонёр с Ванессой Джеймс на Олимпиаде 2010 года.

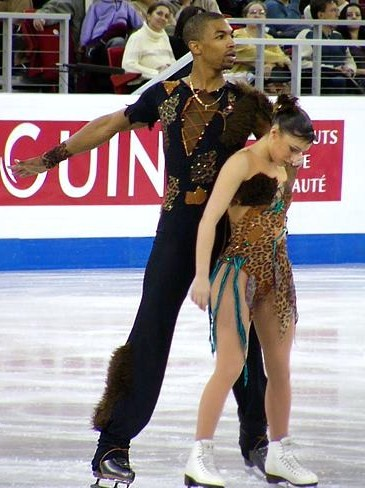
Бонёр с Марилен Пла в 2004 году

(с А. Канак)
| Соревнования       | 2010—2011 |
| ------------------ | --------- |
| Чемпионаты мира    | 18        |
| Чемпионаты Европы  | 9         |
| Чемпионаты Франции | 1         |
| French Masters     | 1         |
| Icechallenge       | 5         |
| NRW Trophy         | 3         |

(с В. Джеймс)
| Соревнования                        | 2008—2009 | 2009—2010 |
| ----------------------------------- | --------- | --------- |
| Зимние Олимпийские игры             |           | 14        |
| Чемпионаты мира                     | 12        | 12        |
| Чемпионаты Европы                   | 10        | 7         |
| Чемпионаты Франции                  | WD        | 1         |
| French Masters                      | 2         |           |
| Этапы Гран-при:Cup of China         |           | 8         |
| Этапы Гран-при:Trophee Eric Bompard | 7         | 8         |
| Nebelhorn Trophy                    |           | 6         |
| Командный чемпионат мира            | 5/4*      |           |

(с М. Пла)
| Соревнования                        | 2002—2003 | 2003—2004 | 2004—2005 | 2005—2006 | 2006—2007 |
| ----------------------------------- | --------- | --------- | --------- | --------- | --------- |
| Зимние Олимпийские игры             |           |           |           | 14        |           |
| Чемпионаты мира                     |           |           | 13        | 13        | 14        |
| Чемпионаты Европы                   |           | 8         | 7         | 6         | 8         |
| Чемпионаты мира среди юниоров       | 14        |           |           |           |           |
| Чемпионаты Франции                  | 3         | 2         | 1         | 1         | 1         |
| Этапы Гран-при:Trophee Eric Bompard |           | 8         | 7         | 9         |           |
| Этапы Гран-при:Skate America        |           | 10        |           | 8         |           |
| Этапы Гран-при:Cup of China         |           |           | 8         |           |           |
| Мемориал Карла Шефера               |           |           |           | 4         |           |